# Mesoplus pachyspila
Mesoplus pachyspila là một loài bướm đêm trong họ Noctuidae.